# オロデス2世
オロデス2世（Orodes II、在位：紀元前57年頃 - 紀元前37年/36年）は、アルサケス朝パルティア王国の王。ミトラダテス2世の死以来パルティアで使われなくなっていた諸王の王（ギリシア語でバシレウス・バシレオン）という称号を再び使用した。

## 生涯
フラーテス3世の息子として生まれる。
紀元前58年または前57年、兄のミトラダテス3世と共謀して父フラーテス3世を暗殺した。その後まもなくミトラダテス3世とオロデス2世との間で後継争いがおこり、ミトラダテス3世が王位を継いだが、貴族に嫌われていたためすぐに追放され、オロデス2世が王位を継いだ。
紀元前55年、追放されたミトラダテス3世はしばらくローマの将軍アウルス・ガビニウスに従軍していたが、彼を見限って再起を図り、単独でバビロンと王都セレウキアを占領した。ほどなくしてオロデス2世は将軍スレナスを派遣し、バビロンを長期にわたって包囲させ、飢餓状態に陥らせてついにはミトラダテス3世を降伏させた。ミトラダテス3世は血縁関係を頼りに命乞いをしたが、オロデス2世は彼をもはや兄弟とは見做せず、すぐさま処刑を命じた。
紀元前54年、ローマではアウルス・ガビニウスに代わってガイウス・ユリウス・カエサルらとの三頭同盟で知られるマルクス・リキニウス・クラッススが新しいシリアの総督に配属され、大規模なパルティア遠征軍が組織されていた。この年のローマ軍には大した動きを見せず、パルティアのメソポタミア総督シラケスの軍が攻撃を被ったのみであった。シラケスは兵が不足していたのでローマ軍の侵略をオロデス2世に伝えるべく退却した。オロデス2世はローマによって征服された村々を取り返すため2人の将軍を派遣し、冬の期間を利用して戦いの準備に励んだ。オロデス2世はまた周辺諸国に向かってローマによる不当な侵入を咎める声明を出した。
紀元前53年、カルラエの戦いによって帰趨が決した。この戦いでクラッスス率いるローマ軍は約4万の軍勢を持ってカルラエ市近郊にまで進軍した。一方スレナス率いるパルティア軍は騎兵を中心とした1万人余りの軍勢で迎え撃ちローマ軍に圧勝した。クラッススの息子プブリウス・リキニウス・クラッススも戦死するなど大敗を喫したローマ軍は敗走する中、さらに追撃を受けて兵力の大半を喪失しクラッススも殺された。これによってパルティアはローマの脅威を一時的に排除することに成功し、またローマ領の一部を攻撃して勝利を収めた。スレナスはセレウキアに凱旋すると、凱旋式まがいの式典をおこなったが、のちに彼の才能に危険を感じたオロデス2世は彼を殺害した。
オロデス2世は対クラッスス戦の間にアルメニア王アルタバスデスと親交を持つようになり、息子のパコルスをアルタバスデスの妹と婚約させた。今回の勝利によってパルティアの名声は上がり、ユーフラテス川がローマとパルティアの国境であると知らしめた。パルティア軍はそれ以上進軍しようとはしなかった。
この戦いの後、東方で遊牧民の攻撃を受けたためにローマ侵攻は中断されたが、紀元前40年頃には、オロデス2世の長男パコルス1世の指揮で再びローマ領への侵攻が行われた。パコルス1世の活躍によりローマ軍に勝利を重ねたが、前39年にパコルス1世率いるパルティア軍はアンティオキア攻略戦の際に途上のギンダロス山付近でプブリウス・ウェンティディウス・バッスス率いるローマ軍に破れ、パコルス1世は戦死した。
老齢のオロデス2世にとってパコルスを失ったことは大きな打撃で、それがもとで少し精神に異常をきたした。彼には30人も息子がいたが、その中から後継者を選ぶ決心がつかず、ようやく最年長であったフラーテス4世を後継者に選んだ。しかし、フラーテス4世は権力の座に着くなり老齢な父王を早く死なせようと、トリカブトを飲ませて毒殺を試み、それでも死なないので最後に首を絞めて殺害した。紀元前37年のことであった。

## 参考資料
- ニールソン・C・デベボイス『パルティアの歴史』（小玉新次郎・伊吹寛子 訳、山川出版社、1993年）、ISBN 4634658607
- ポンペイウス・トログス / ユスティヌス抄録『地中海世界史』（合阪學 訳、京都大学学術出版会〈西洋古典叢書〉、1998年）、ISBN 4876981078